# Portrait d'un jeune homme de dix-huit ans
Pour les articles homonymes, voir Portrait de jeune homme.
Portrait d'un jeune homme de dix-huit ans ou Portrait d'un jeune homme assis ou Portrait d'un inconnu de dix-huit ans, est un tableau peint par Georg Pencz en 1544. Il est conservé à la Galerie des Offices à Florence.